# Telen
Der Telen (norwegisch für Überfrorene Rinde)  ist ein Hügel aus blankem Fels an der Prinz-Harald-Küste des ostantarktischen Königin-Maud-Lands. Er ragt zwischen dem Telebreen und dem Skallebreen am Ostufer der Lützow-Holm-Bucht auf.
Norwegische Kartografen, die ihn auch deskriptiv benannten, kartierten ihn anhand von Luftaufnahmen, die bei der Lars-Christensen-Expedition 1936/37 entstanden.